# Moisés Palacios
Moisés Palacios (Atotonilco el Alto, Jalisco, 8 de abril de 1959) es un actor, traductor y director de doblaje mexicano con más de 33 años de trayectoria. Se le reconoce por ser la voz de Din-Don en las películas de La bella y la bestia, Randall en Monsters, Inc. y Monsters University, Harry Lime en Mi Pobre Angelito 2: perdido en Nueva York, Kyle Reese en el doblaje original de Terminator, Pintel en Piratas del Caribe, Bill Andersen en Intensa mente y por ser la voz oficial de Fozzie en la franquicia de Los Muppets, y la voz recurrente de Woody Allen.[cita requerida]
Entró en el mundo del doblaje en 1977 gracias a Juan Domingo Méndez. Es actor y se especializa en actuación de voz (como el doblaje y la locución comercial). También es músico desde hace más de tres décadas y productor musical, escritor y productor de video y espectáculos. Ha conducido programas de radio y es actor de comedia musical (ha participado en obras musicales como: Godspell, La Tiendita de los Horrores, Todo se Vale y Qué Plantón. Participó en la puesta escénica del musical Cats en el teatro San Rafael (Rodrigo Vidal).[cita requerida]
Moisés uenta con una larga y fructífera trayectoria dentro de la especialidad de doblaje de voz, donde, además de actuar, ha desempeñado la actividad de traductor-adaptador, dirección de diálogos y dirección de cantantes por un largo periodo de tiempo. Su formación actoral la realizó en Estados Unidos en North Eastern University, en Boston, Massachusetts, y en México en diversos talleres con afamadas personalidades del teatro como Julio Castillo, Manolo Fábregas y Martha Luna, así como en últimas fechas, con Alejandro Vélis en la Escuela Nacional de Arte Teatral (ENAT). Su preparación artística incluye el estudio, durante ocho años, de dirección de orquesta en el Conservatorio Nacional de Música; es cantante profesional de todos los géneros y estudió el contrabajo y bajo eléctrico con especialidad jazzística. En la actualidad, a la par de doblaje hace teatro, canta, produce y realiza locución comercial.

## Filmografía

### Películas
Woody Allen
- Amor y muerte - Sidney Waterman
- Muero por ti - David Dobel
- El ciego - Val Waxman
- Ladrones de medio pelo - Ray
- Hannah y sus hermanas - Mickey

Pierce Brosnan
- Recuérdame - Charles Hawkins
- El escritor fantasma - primer ministro Adam Lang
- Las leyes de la atracción - Danniel Rafferty

Martin Lawrence
- Rebeldes con causa - Bobby Davis
- Un viaje de aquellos - Chief James Porter

Terence Hill 
- Dos puños contra rio - Eliot Vance / Bastiano Coimbra de la Coronilla y Azevedo
- Quien encuentra un amigo, encuentra un tesoro - Allan

Christopher Lloyd
- Los locos Addams - Lucas Addams / Gordon
- Los Locos Addams 2 - Lucas Addams

Otros papeles:
- Terminator - Kyle Resse (Michael Biehn) [Doblaje original]
- Robin Hood: príncipe de los ladrones - Azeem (Morgan Freeman)
- Tron: El legado - Castor / Zuse (Michael Sheen)
- Star Trek V: la última frontera - Sr. Zulu (George Takei)
- Alicia en el País de las Maravillas - Charles Kingsleigh (Marton Scokas)
- Cuando Harry conoció a Sally - Harry Burns (Billy Crystal)
- La dama en el agua - Cleveland Hepp (Paul Giamatti)
- Robando vidas - Joseph Paquette (Olivier Martínez)
- The Firm - Muholland (Lou Walker)
- Flicka - Rob (Tim McGraw)
- Destino final 2 - Eugene Dix
- Geppetto - Geppetto
- Permiso para Matar - Zane
- George de la selva - Narrador
- George de la selva 2 - Narrador
- Voluntad de Acero - Harry Kingsley
- Hannah y sus hermanas - Mickey Sacks
- Waking Up in Reno - Roy Kirkendall
- Cuerpos Salvajes - Trent
- Mi vecino el asesino - Strabo
- Disfrutando mi libertad - Harper
- Los ríos de color púrpura - Cap. Dahmane
- La Naranja Mecánica - Médico
- Las travesuras de Dunston - Robert Grant
- El hijo de la máscara - Daniel Moss
- Agua Turbia - Kyle
- Vacaciones - Gerente en hotel
- El Resplandor - Voz en radio
- La Gran Aventura de Beary - Elthon John
- Zona mortal - Pete Nessip
- Irreversible - Pierre
- El ojo - Papá de niño
- Pelotón - Crawford
- Merlin - Médico
- Una Navidad con los Muppets - Fozziwig
- Elizabeth: La Reina Virgen - duque de Norfolk
- Niñera a prueba de balas - gerente de banco
- Lo que el viento se llevó - Brent Tarleton
- Las aventuras de Pinocho - Pastelero
- Hasta el cuello - Agente Pat Greer
- Starsky & Hutch - Kevin
- Piratas del Caribe: El cofre de la muerte - Pintel
- Star Wars Episodio II: El Ataque de los Clones - Teniente Naboo
- Los Muppets y el Mago de Oz - Fozzie
- Una joven pareja de idiotas - Insertos
- Ahora sí es amor - Voces adicionales
- Kramer vs. Kramer - Voces adicionales
- Billy Bathgate - Billy Bathgate (Loren Dean)
- Mi pobre angelito 2: Perdido en Nueva York - Harry (Joe Pesci)
- El jinete pálido - Voces adicionales
- Las ligas mayores - Tom (Richard Pickren)

### Películas animadas
- Cars 2 - Tío Topolino
- Jimmy Neutrón: el niño genio - Ooblar
- Pocahontas - Thomas
- La bella y la bestia - Din-Don
- La Bella y la Bestia 2: Una Navidad Encantada - Din-Don
- El Mundo Mágico de Bella - Din-Don
- Marte necesita mamás - Gribble
- Tinker Bell: Hadas al rescate - Dr. Griffiths
- El zorro y el sabueso 2 - Waylon / Floyd
- Cuentos encantados: Sigue tus sueños - Rey Estefano
- La Princesa Encantada 2: El Secreto del Castillo - Rogers
- La Princesa Encantada 3: El Misterio del Tesoro Encantado - Rogers
- Katy, Kiki y Koko - Topo
- Monsters, Inc. - Randall Boggs
- Monsters University - Randall Boggs
- Aladdin - Mercader
- El Cisne Trompetista - Recepcionista
- Hércules - Hermes
- Ritmo y melodía - Roy Rogers (Redoblaje)
- El Jorobado de Notre Dame - Víctor
- El Jorobado de Notre Dame 2 - Víctor
- Ratatouille - Larousse
- Hormiguitaz - Z (Woody Allen)
- Bichos, una aventura en miniatura - Ramin
- Toy Story 3 - Sr. Espinas
- Toy Story 4 - Sr. Espinas
- Jim y el Durazno Gigante - Saltamontes
- La Nostalgia del Sr. Alambre - Sr. Alambre
- Lo que el agua se llevó - Babosa #7
- Intensamente 2 - Bill Andersen

### Películas de anime
- Naruto la película: ¡Batalla ninja en la tierra de la nieve! - Soutetsu Kazahana
- Nausicaä, Guerreros del viento - Maestro Yupa Miralda

### Series animadas
- Los centuriones - Jake Rockwell
- Dilbert - Dilbert
- Sabrina, la brujita - Papá de Gema
- Hércules - Hermes
- Patoaventuras (1987) - Ciro Peraloca (1.ª voz)
- La Guardia del León - Hathiri
- Patoaventuras (2017) - Joe Mcquack y Ciro Peraloca

### Anime
- Robotech - Roy Fokker / Konda / Khyron / Luie Nichols
- Grendizer - Daisuke Uman / Duke Fleed
- Neon Genesis Evangelion - Hombre en avión
- Naruto - Sasori
- Voltron, defensor del universo - Cliff
- One Piece - Caesar Clown

### Series de TV
- Power Rangers Dino Charge - Zenowing
- Star Trek: Voyager - Tuvok (Tim Russ)
- Cheers - Woody Boyd
- Fuera de este mundo - Troy Garland
- Jake y el gordo - Jake Styles
- Will & Grace - Nathan
- Dibu - Bermudez
- El show de los Muppets - Oso Figaredo
- Misterios sin resolver - Voces varias
- El Jardín de Clarilú - Cuac

### Intérprete
- Pocahontas - Jefe Powhatan (canciones)
- Blanca Nieves y los siete enanos - Doc (canciones) [Redoblaje 2001]

### Dirección de doblaje
- Star Trek V: La última frontera
- Star Trek: primer contacto
- Star Trek: némesis
- Star Trek: La nueva generación (temp. 3 en adelante)
- Cuando Harry conoció a Sally (redoblaje)
- Ladrones de medio pelo
- El ciego
- Titus
- Hannah y sus hermanas
- Fuera de este mundo
- Conde Pátula
- Ahora sí es amor
- Blanca Nieves y los siete enanos (redoblaje de 2001)

Películas de Stanley Kubrick
- La naranja mecánica
- Lolita
- El resplandor
- Cara de Guerra

### Traducción y adaptación
- Lolita (1962) (redoblaje)
- La naranja mecánica
- El resplandor (redoblaje)
- Full Metal Jacket
- Conde Pátula